# Левая ободочно-кишечная артерия
Левая ободочно-кишечная артерия (также называемая левая ободочная артерия) - ветвь нижней брыжеечной артерии. 
Проходит забрюшинно впереди левого мочеточника и левой гонадной (яичковой или яичниковой) артерии, после чего разделяется на восходящую и нисходящую ветви
- Восходящая ветвь направляется вверх перед левой почкой, а затем входит в поперечную ободочную кишку. В области селезеночного изгиба восходящая ветвь левой ободочной артерии анастомозирует с левой ветвью средней ободочной артерии, отходящей от верхней брыжеечной артерии. Этот анастомоз называется аркадой Риолана, и обеспечивает прямое сообщение между верхней и нижней брыжеечными артериями, что важно для обеспечения коллатерального кровотока в случае стеноза и окклюзии. Восходящая ветвь кровоснабжает левую часть поперечной ободочной кишки и левый изгиб ободочной кишки.

- Нисходящая ветвь проходит латерально в забрюшинном пространстве по направлению к нисходящей ободочной кишке, где она анастомозирует с одной из сигмовидно-кишечных артерий, тем самым способствуя образованию маргинальной артерии Драммонда. Кровоснабжает нисходящую ободочную кишку[2]